# Sat.1
Sat.1 (anteriorment PKS) és un operador privat alemany, amb seu a Berlín, que també emet a Suïssa i a Àustria. Sat.1 va ser la primera cadena de televisió privada alemanya després de RTL Television.
Va començar l'1 de gener de 1984 com PKS (Programmgesellschaft für Kabel-und Satellitenrundfunk, «Societat de Programa per Radiodifusió a Cable i satèl·lit») i va ser una joint venture entre diverses companyies. La primera emissió només va poder ser vista per les poques persones que tenien accés a la televisió per cable. La programació inicial va consistir en pel·lícules antigues procedents dels arxius de KirchMedia, sèries americanes i concursos.
Més tard el canal va començar a fer-se popular amb la producció de sèries pròpies i pel·lícules per a televisió. Actualment el canal destaca per oferir concursos, sèries de producció alemanya i programes d'entreteniment, amb un target més adult que el de ProSieben, l'altre canal del grup.
Sat.1 forma part de ProSiebenSat.1 Media. El director és Matthias Alberti.

## Percentatge del mercat alemany
- 1987: 1,5%
- 1988: 5,8%
- 1989: 8,5%
- 1990: 9,0%
- 1991: 10,6%
- 1992: 13,1%
- 1993: 14,4%
- 1994: 14,9%
- 1995: 14,7%
- 1996: 13,2%
- 1997: 12,8%
- 1998: 11,8%
- 1999: 10,8%
- 2000: 10,2%
- 2001: 10,1%
- 2002: 9,9%
- 2003: 10,2%
- 2004: 10,3%
- 2005: 10,9%
- 2006: 9,8%
- 2007: 9,6%